# Диржинскайте-Пилюшенко, Леокадия Юозовна
Леокадия Юозовна Диржинскайте-Пилюшенко (20 февраля 1921 года, Анчлаукис в Вилкавишском районе — 2008 в Вильнюсе) — советская партийная и государственная деятельница, министр иностранных дел в период с 1961—1976 гг. и заместитель председателя Президиума Верховного Совета Литовской ССР (1976—1985).
Во время присоединения Литвы к Советскому Союзу (1940—1941) работала в качестве секретаря местного исполнительного комитета. В 1941—1951 годы работала в литовском комсомоле. В 1950 году вступила в КПСС. Спустя год окончила учёбу в Высшей партийной школе при ЦК КПСС в Москве.
В 1951 году она занимала должность инструктора Шяуляйского областного комитета КПЛ. Спустя два года была секретарём Шяуляйского горкома партии, а позже выполняла обязанности 1-го секретаря. В 1960 году была назначена первой женщиной-заместителем премьер-министра Литовской ССР. Год спустя приняла пост министра иностранных дел, который занимала до 1976 года.
В 1962 году была депутатом Верховного Совета СССР, где работала до 1966.
В 1976 году была заместителем Президиума Верховного Совета Литовской ССР (до 1985).